# Нова Благовіщенка
Нова́ Благові́щенка — село в Україні, у Горностаївській селищній громаді Каховського району Херсонської області. Населення становить 160 осіб. Є артезіанська свердловина, клуб, бібліотека.

## Історія
Під час Голодомору 1932—1933 років померло щонайменше 178 жителів села.
У лютому 2022 року село тимчасово окуповане російськими військами під час російсько-української війни.

## Населення
Згідно з переписом УРСР 1989 року чисельність наявного населення села становила 231 особа, з яких 109 чоловіків та 122 жінки.
За переписом населення України 2001 року в селі мешкали 153 особи.

### Мова
Розподіл населення за рідною мовою за даними перепису 2001 року:
| Мова       | Відсоток |
| ---------- | -------- |
| українська | 98,13 %  |
| російська  | 1,88 %   |

## Особистості

### Народились
- Жупина Анатолій Володимирович (нар. 27 квітня 1954) — український журналіст, редактор. Заслужений журналіст України.